# Medaille des Sieges und der Freiheit 1945

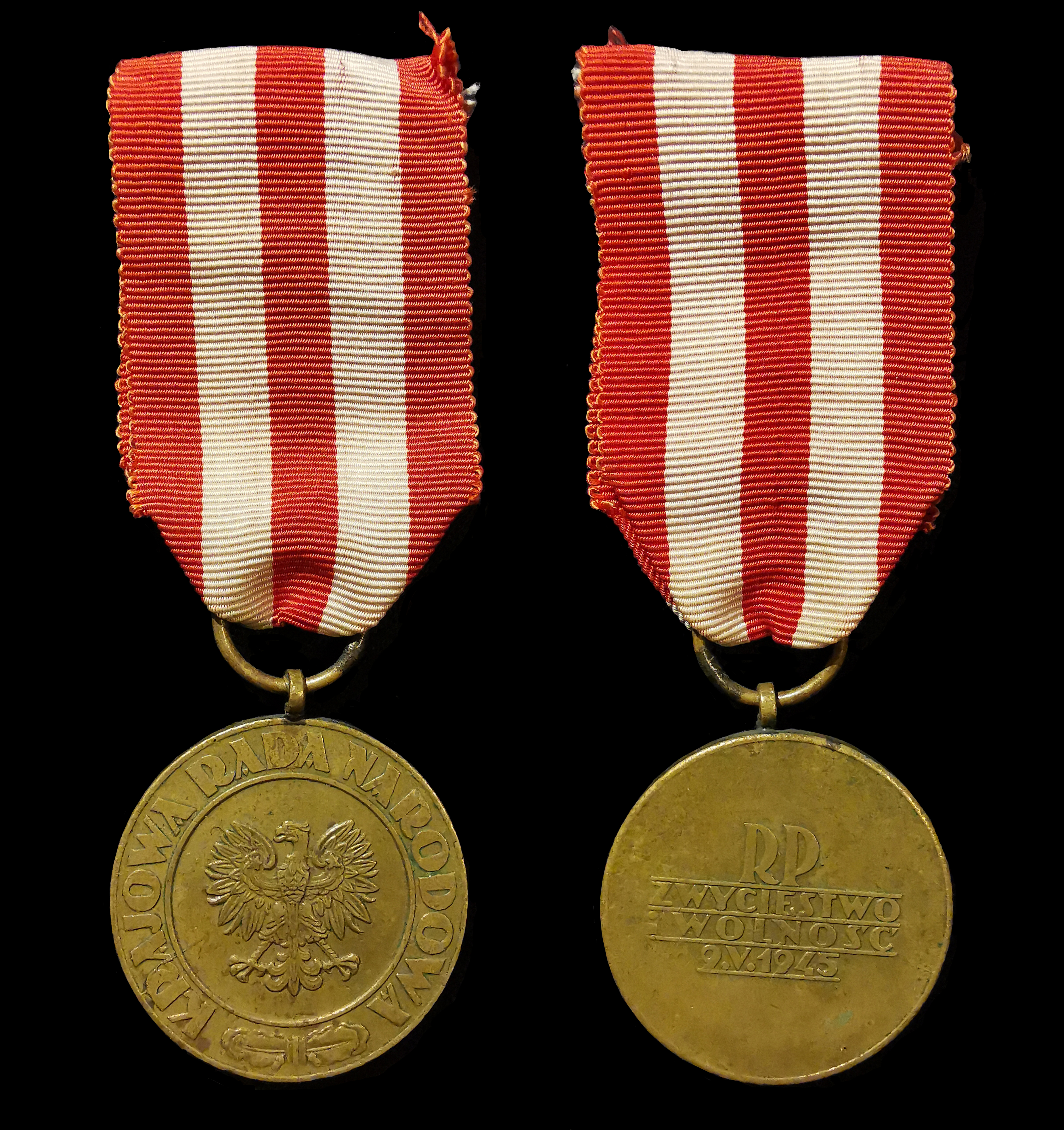
Medaille des Sieges und der Freiheit 1945 - Vorder- und Rückseite

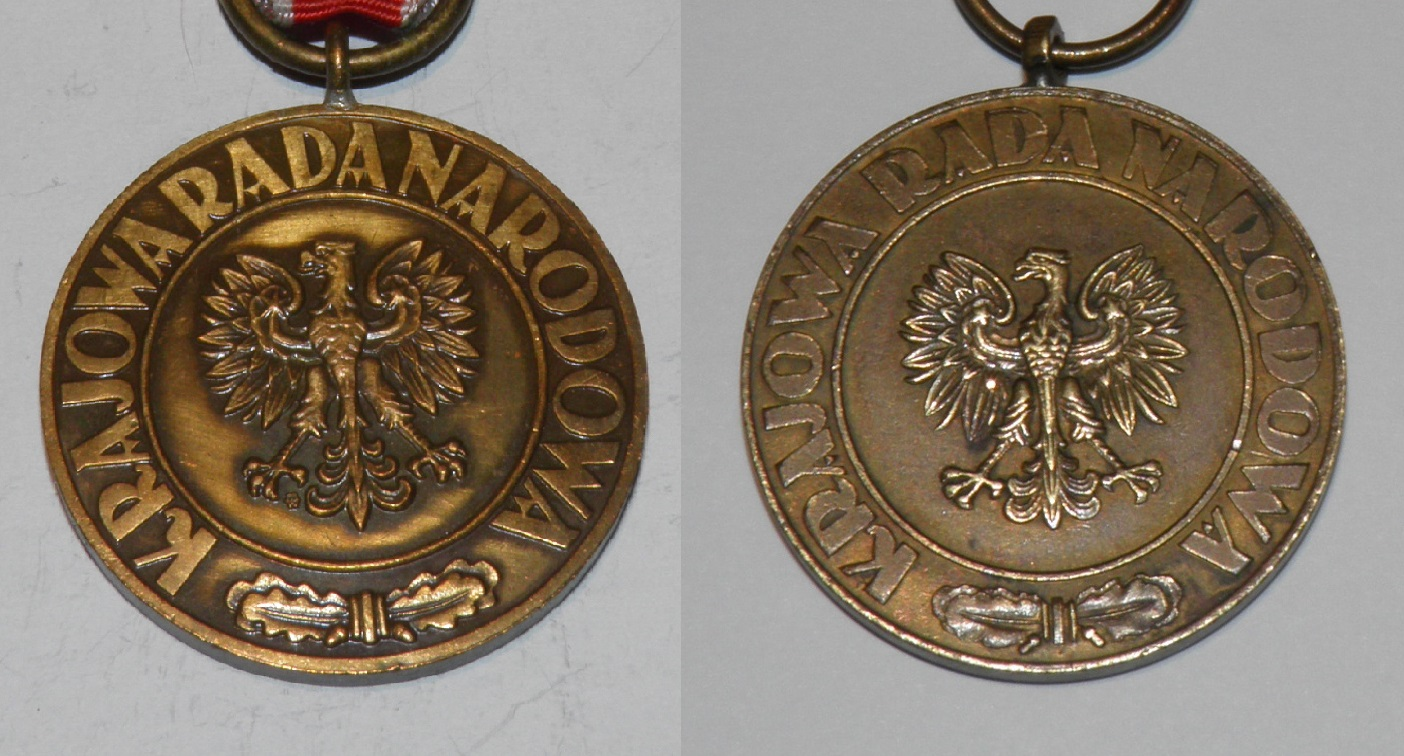
Medaille des Sieges und der Freiheit 1945 - verschiedene Versionen

Die Medaille des Sieges und der Freiheit 1945 (poln. Medal Zwycięstwa i Wolności 1945) ist eine militärische Auszeichnung Polens, welche durch ein Dekret des Ministerrates, am 26. Oktober 1945 vom polnischen Nationalrat verabschiedet wurde „... zum Gedenken an den Sieg der polnischen Nation und ihrer Verbündeten über die nationalsozialistische Barbarei und den Triumph der Idee der demokratischen Freiheit und für Auszeichnungen von Menschen, die durch ihre Handlungen oder Leiden in Polen oder im Ausland zu diesem Sieg und Triumph bis zum 9. Mai 1945 beigetragen haben ...“.

## Voraussetzungen für die Verleihung
Nach den von der Medaillenkommission ausgearbeiteten Bestimmungen sollte diese Medaille verliehen werden an:
- Soldaten der polnischen Volksarmee
- Soldaten, die 1939 am Verteidigungskrieg teilnahmen
- Soldaten der polnischen Streitkräfte im Westen nach der Rückkehr nach Polen
- Polen, die mit Deutschland in den Reihen der alliierten Armeen kämpften
- Partisanen, die an Kämpfen im In- und Ausland teilnehmen
- Teilnehmer der sowjetischen, jugoslawischen und französischen Widerstandspartisanen
- auch diejenigen, die bis zum 9. Mai 1945 innerhalb von drei Monaten nach ihrem Dienst in Einheiten, die Kampfeinheiten unterstützen, zum gemeinsamen Sieg beitrugen.

Die Medaille wurde einmalig vom Premierminister im Namen des Präsidiums des Nationalen Nationalrates verliehen, das einen Teil seiner Kompetenzen an den Minister für Nationale Verteidigung und den Hauptvorstand der Vereinigung der Kämpfer für Freiheit und Demokratie delegierte. Ab 1958 wurde die Medaille vom Staatsrat verliehen.
Ursprünglich hieß die Medaille: Sieges- und Freiheitsmedaille 1945. Im Gesetz vom 17. Februar 1960 wurde die Medaille im polnischen Auszeichnungssystem als Sieges- und Freiheitsmedaille 1945 anerkannt und als Belohnung für diejenigen gewertet, die zum Sieg über den Nazifaschismus im Jahr 1945 beigetragen haben, des Krieges von 1939 bis 1945.
Die Medaille des Sieges und der Freiheit 1945 ersetzte die polnische Auszeichnung nach der Medaille für Oder, Neiße, Ostsee.
Das seit dem 23. Dezember 1992 geltende neue Ordens- und Ehrenzeichengesetz enthielt nicht die Medaille (Aufhebung des früheren Ordens- und Ehrenzeichengesetzes von 1960), weshalb seine Verleihung (wie die meisten Orden und Ehrenzeichen des Krieges für frühere Verdienste) als abgeschlossen angesehen wurde.

## Aussehen und Beschaffenheit
Das Abzeichen der Medaille des Sieges und der Freiheit 1945 in der ersten Fassung war eine Bronzescheibe mit einem Durchmesser von 33 mm. Auf der Vorderseite befand sich ein Staatsadler, umgeben von einem Eichenlaubrand, die Inschrift KRN im oberen Teil, aber diese Version wurde nicht eingeführt. Die endgültige Fassung, die 1946 durch Vorschriften genehmigt wurde, ist eine patinierte Bronze mit einem Durchmesser von 33 mm, auf deren Vorderseite sich ein Staatsadler befindet, und um die Medaille befindet sich eine Inschrift: KRAJOWA RADA NARODOWA. Am unteren Rand der Münze befinden sich zwei gebundene Eichenblätter. Auf der Rückseite der Medaille befindet sich eine Inschrift in vier durch horizontale Linien getrennten Zeilen: RP – ZWYCIĘSTWO – I WOLNOŚĆ – 9.V.1945 (übersetzt: Republik Polen – SIEG – UND FREIHEIT – 9.5.1945).
Im Jahr 1945 wurde ein Band mit einer rot-weißen Farbe in der vertikalen Linie eingerichtet. Ab 1946 war das Medaillenband 35 mm breit und bestand aus 3 roten Streifen und 2 weißen Streifen mit einer Breite von 7 mm, die abwechselnd angeordnet waren. Ab 1960 betrug die Bandbreite 33 mm.
Ausgezeichnete
Die ersten Auszeichnungen der Medaille fanden am 9. Mai 1946 statt, und dann wurde die Medaille verliehen Bolesław Bierut, Marschall von Polen Michał Rola-Żymierski, Stanisław Mikołajczyk, Edward Osóbka-Morawski.
Nach Angaben des Amtes für staatliche Orden der Staatskanzlei und des Amtes für Orden der Staatskanzlei des Präsidenten der Republik Polen wurden bis 1987 739 633 Medaillen verliehen, danach zusätzlich 7734 Medaillen; insgesamt - 747 367 Medaillen.